# Jovana Risović
Jovana Risović (née le 7 octobre 1993) à Belgrade est une joueuse internationale serbe de handball, évoluant au poste de gardienne.

## Palmarès

### En club
compétitions nationales
- championne de Croatie en 2019 (avec ŽRK Podravka Koprivnica)
- championne de Serbie en 2014 et 2015 (avec ŽRK Radnički Kragujevac)
- vainqueur de la coupe du Danemark en 2017 (avec Randers HK)

### En sélection
championnats du monde
- finaliste du championnat du monde 2013[1]

championnats d'Europe
- 4e place du championnat d'Europe 2012[2]

autres
- 4e place du championnat du monde junior en 2012
- 4e place du championnat d'Europe junior en 2011

### Distinctions individuelles
- élue meilleure gardienne du championnat d'Europe junior en 2011[3]
- meilleure gardienne en pourcentage d'arrêt du championnat du monde junior en 2012